# Perama galioides
Perama galioides är en måreväxtart som först beskrevs av Carl Sigismund Kunth, och fick sitt nu gällande namn av Jean Louis Marie Poiret. Perama galioides ingår i släktet Perama och familjen måreväxter. Inga underarter finns listade i Catalogue of Life.